# Roman Ungern von Sternberg
El barón Robert Nickolaus Maximilian von Ungern-Sternberg (en ruso: Роман Фёдорович Унгерн фон Штернберг, Román Fiódorovich Úngern fon Shtérnberg; Graz, 29 de diciembre de 1885jul./ 10 de enero de 1886greg. — Novonikoláyevsk, 15 de septiembre de 1921), fue un noble y militar ruso étnicamente alemán del Báltico, yesaúl en el Ejército Imperial Ruso, y uno de los caudillos del Movimiento Blanco durante la Guerra Civil Rusa, llegando a convertirse en un brutal caudillo que dominó Mongolia y los territorios al este del lago Baikal. Autoproclamado teniente general, ejerció de dictador de facto de Mongolia entre marzo y agosto de 1921. Proyectó crear un gran imperio en Asia Central, siguiendo la estela de Gengis Kan. Aunque nacido von Ungern-Sternberg, cambió su nombre al aristocrático Ungern von Sternberg.

## Biografía

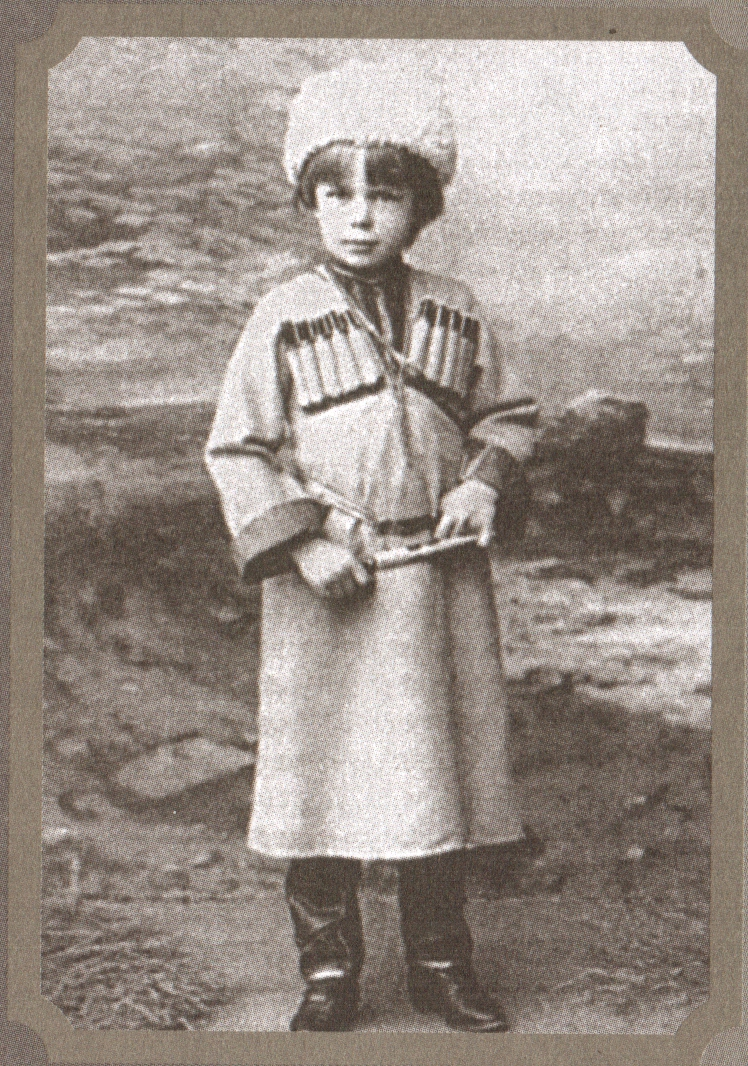
El joven Roman Ungern hacia 1893.

Nacido en Graz el 29 de diciembre de 1885jul./ 10 de enero de 1886greg. en el seno de una familia alemana, pasaría su infancia en Estonia (entonces parte del Imperio ruso) y su capital Reval. Por vía materna era descendiente de una familia noble radicada en Wimpffen am Neckar, Baden-Wurtemberg, mientras que por vía paterna descendía de la aristocracia alemana del Báltico. Tras el divorcio de sus padres se asentó junto con su madre y bajo la supervisión de su nuevo padrastro, Oscar von Hoyningen-Huene, en una finca de la localidad estonia de Jerwakant. Durante su adolescencia, Ungern-Sternberg desarrolló una personalidad sádica manifestada como un  comportamiento tiránico hacia otros adolescentes y una crueldad irracional hacia los animales. Tras graduarse en la Escuela Militar de Pavlovsk, sirvió en Siberia, donde quedó cautivado por el estilo de vida nómada de pueblos como los mongoles y los buriatos.
Durante la Primera Guerra Mundial, combatió en Galitzia en 1916 y fue considerado un oficial valiente, aunque temerario y de mente inestable, al punto que el general Piotr Wrangel llegó a mencionar en sus memorias que tenía miedo de promoverlo a un rango superior. Tras la Revolución de febrero de 1917 fue enviado por el Gobierno provisional ruso al Extremo Oriente ruso, como subordinado del general Grigori Semiónov, para establecer una presencia militar leal en aquella región.

### Revolución bolchevique
Ungern-Sternberg está muy orgulloso de los orígenes aristocráticos de su familia. Escribe que su familia nunca "ha recibido órdenes de la clase obrera" y considera escandaloso que "los trabajadores sucios, que nunca han tenido sus propios sirvientes, puedan tener voz en las decisiones del vasto imperio ruso".
Tras la Revolución de octubre de 1917, Semiónov y Ungern von Sternberg decidieron enfrentarse a los bolcheviques. Durante los próximos meses, Ungern von Sternberg destacó por su extrema crueldad hacia la población local y sus propios subordinados, ganándose el apodo de «Barón sanguinario». También se le conocía como «el Barón loco» por su comportamiento extremadamente excéntrico. Aunque Semiónov y Ungern von Sternberg se oponían a los bolcheviques, no formaban parte del Movimiento Blanco ni reconocían la autoridad del almirante Aleksandr Kolchak, su líder nominal. De hecho, los dos generales recibían apoyo de los japoneses, quienes deseaban establecer un gobierno títere en el Extremo Oriente ruso, bajo el gobierno de Semiónov. Para los jefes del Movimiento Blanco, que creían en una Rusia «fuerte e indivisible», esto era alta traición.
Ungern von Sternberg formó una unidad integrada por rusos, buriatos y cosacos, la cual saqueaba los trenes de provisiones de los dos bandos involucrados en la guerra civil: blancos y rojos. Debido a que Kolchak tenía su base de operaciones en la Siberia central, Semiónov y Ungern von Sternberg operaban en el área de Transbaikalia, al oriente. Sus ataques a los trenes que circulaban desde Vladivostok por el ferrocarril transiberiano afectaron considerablemente a las operaciones de Kolchak en los montes Urales.

### Vida como señor de la guerra

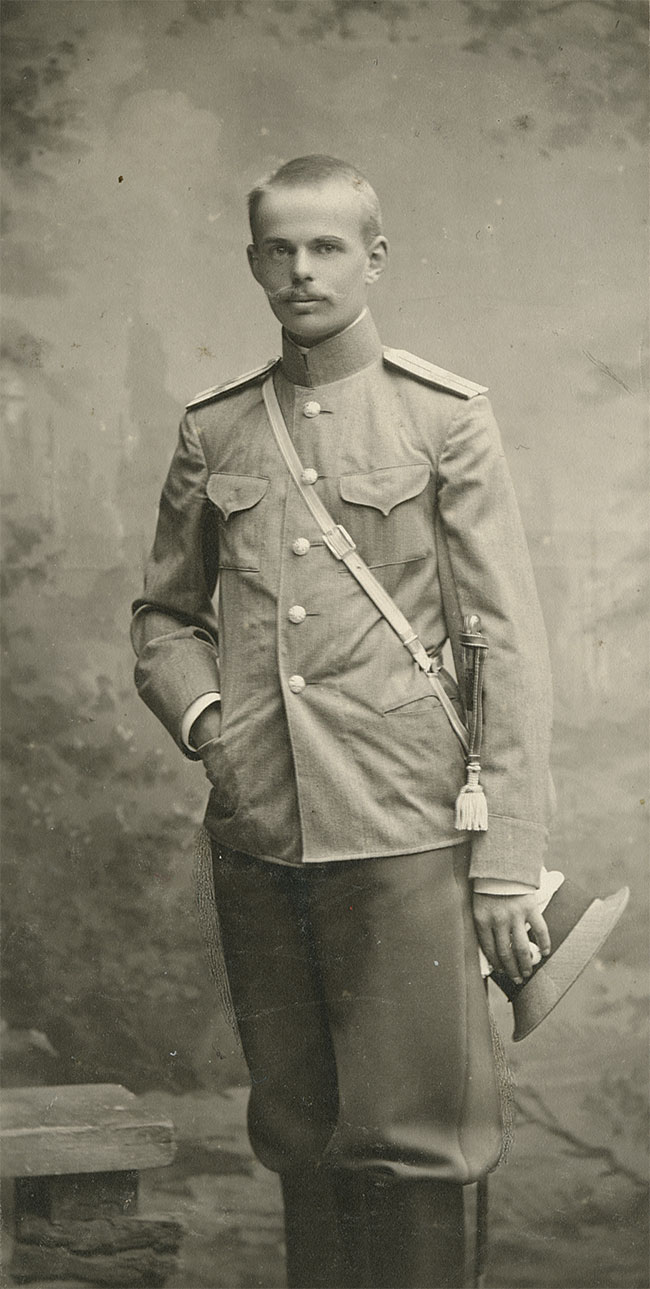
Ungern hacia 1920.

En 1920, se separó de Semiónov y se convirtió en un señor de la guerra. Creía que la monarquía era el único sistema social que podía salvar a la civilización occidental de la corrupción y la autodestrucción. Empezó a considerar la idea de restaurar en el trono chino a la dinastía Qing, para luego unificar bajo su soberanía a las naciones del Extremo Oriente.
Desde 1919, Mongolia había estado ocupada por tropas de la República de China. A finales de 1920, Ungern von Sternberg entró con sus tropas en Mongolia invitado por el depuesto Bogd Khan, quien había sido el gobernante civil y religioso del país. En enero de 1921, el ejército de Ungern von Sternberg asaltó varias veces la capital del efímero Kanato de Mongolia, Urga (Nombre ruso de entonces para la ahora conocida ciudad de Ulán Bator), pero fue repelido con fuertes bajas. Entonces el general ruso ordenó a sus tropas encender una gran cantidad de fogatas en las montañas alrededor de Urga para hacer parecer que la ciudad estaba rodeada por una fuerza avasalladora. En febrero de 1921, sin pelea alguna, expulsó a los chinos de la ciudad.
El 13 de marzo de 1921, Mongolia fue proclamada una monarquía independiente, con Ungern von Sternberg como dictador.

### Dictadura de Mongolia
La invasión de Ungern de Mongolia inmortalizó su nombre y alteró el curso del destino de ese país. Después de la Revolución de Octubre luchó contra los comunistas en el ejército del atamán Semiónov y antes de venir a Mongolia fue ascendido a general. Ungern viajó cientos de kilómetros a caballo a Hovd al haber oído las noticias de que debía ser liberado.
Cuando Ungern entró en Mongolia cerca del río Onon, los vecinos le dieron una bienvenida calurosa. Los mongoles suponían que el mismo zar lo había enviado para expulsar a los soldados chinos y liberar Mongolia.

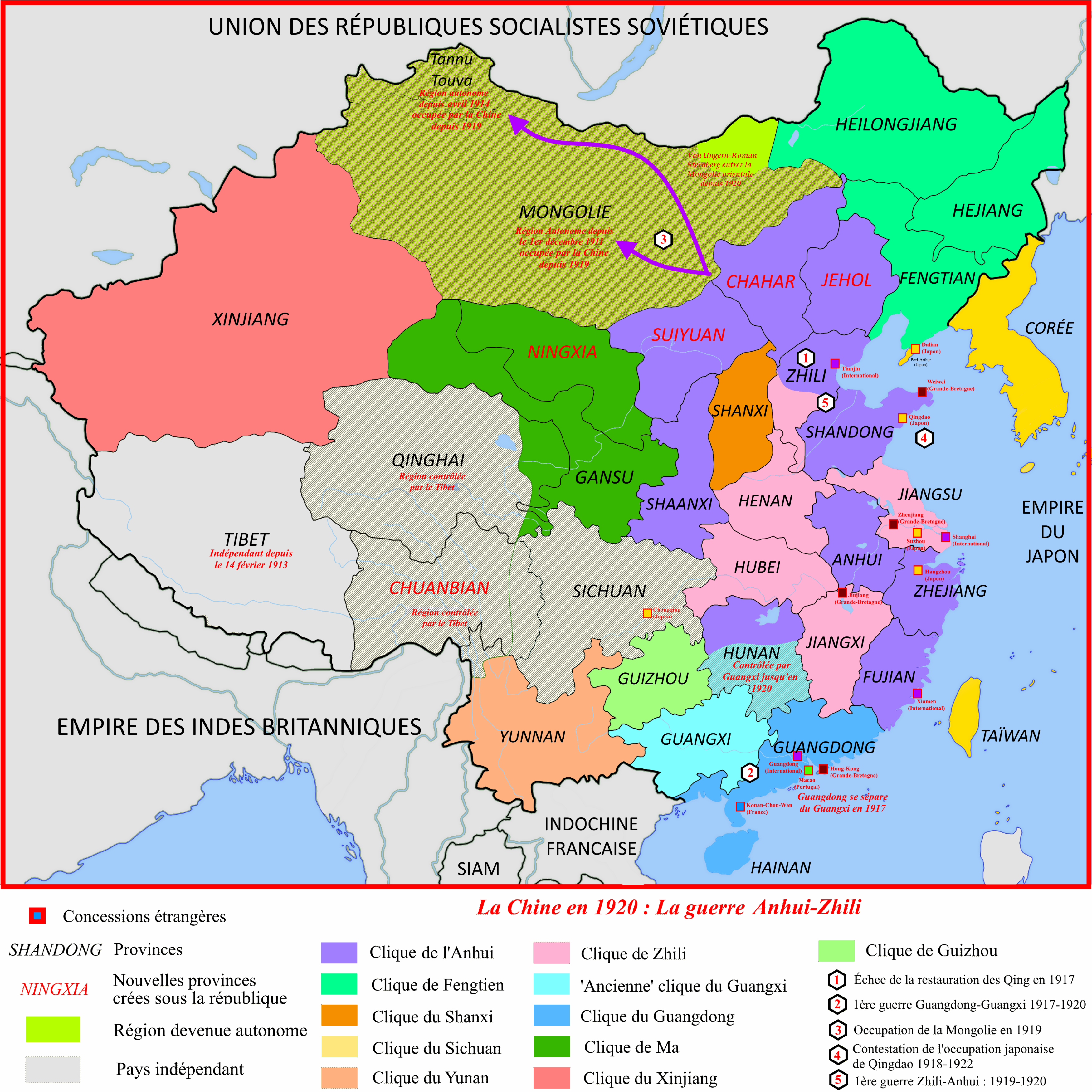
Ungern entró en Mongolia cerca del río Onon

Los mongoles, cuyo odio a los chinos había alcanzado un punto crítico, vieron al barón Ungern como su salvador y se alistaron en su ejército y le dieron provisiones frescas. Él era consciente de las expectativas de los mongoles y procuró despertar el apoyo mongol diciendo que su objetivo era liberar Mongolia de los chinos, restaurar al Bogd Khan a su trono legítimo y restaurar su autonomía.
El Barón Loco reclutó a mongoles para reforzar sus fuerzas y atacó Hüree el 26 de octubre de 1920. Después de diez días de batalla, Ungern no tenía ninguna otra opción, sólo retirarse. Fue capaz de movilizar a muchos mongoles diciendo que él liberaría al Bogd de los chinos y repondría la religión. Este ruso se puso un deel mongol (traje nacional) con la insignia de un general sobre el hombro, se proclamó budista y nutrió los proyectos grandiosos de reanimar el Imperio de Gengis Kan. A principios de 1921, realizó un ataque sorpresa contra los chinos, entró en Bogd y rescató a Bogd Khan y Enh Dagina; la batalla continuó durante aproximadamente diez días y Hüree (Nombre mongol antiguo de Ulán Bator) fue liberada el 4 de febrero de 1921. Los chinos escaparon al Norte hacia Hiagt.
Ungern planificó devolver a los reyes de Mongolia, China y Manchuria al poder. Como un primer paso, puso al Bogd Khan de nuevo en el trono, restauró la autonomía y formó cinco ministerios. En reconocimiento a su hazaña por devolver su autonomía, el Bogd Khan concedió a Ungern el título de Hoshoi Chin Van. El nuevo Gobierno envió una declaración a países extranjeros buscando el reconocimiento para la autonomía de Mongolia.

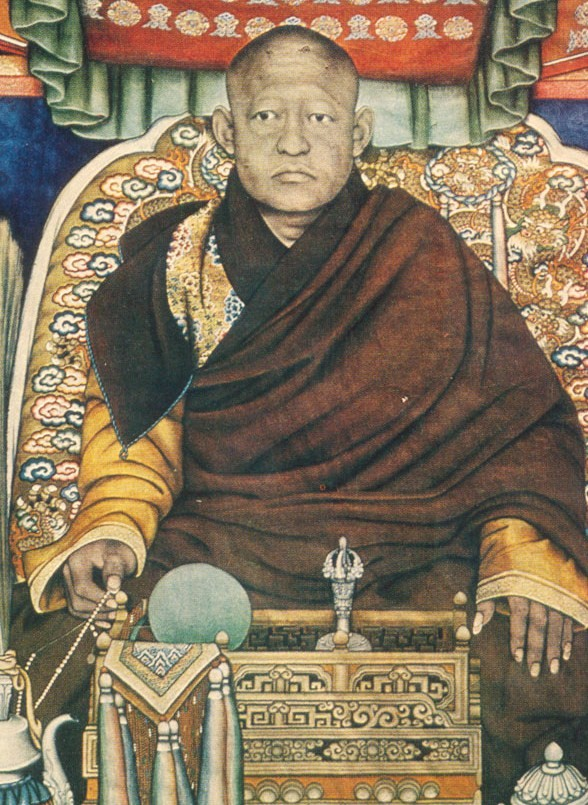
El Bogd Khan.

El Hoshoi Chin Van empezó su programa que más tarde le haría ganar el epíteto de Barón Sanguinario. Afirmó que adoraba a Gengis Kan y confiaba en los mongoles, pero aborrecía a los bolcheviques y los judíos, de los cuales había muchos en Hüree. Un sádico Coronel Sepailoff fue designado gobernador de Hüree por Ungern. Era insano y un asesino natural. No estaría satisfecho hasta que todos los judíos y partidarios bolcheviques en Hüree fueran asesinados. Las tropas de Xu Shuzeng, que habían sido concentradas cerca de Kalgan, planificaban otra ofensiva. Se libró una gran batalla cerca de Choir, donde murieron aproximadamente entre tres y cuatro mil soldados chinos, marcando el final de la unidad militar china de Little Xu.
Ahora que el Kanato de Mongolia se había convertido en un bastión de los guardias anticomunistas blancos de Ungern, las autoridades en Moscú y Verjneúndinsk tuvieron que tomar medidas de emergencia. Los sóviets comenzaron a conducir dos políticas diferentes con respecto a Mongolia. El Komintern y las autoridades de la sección del Extremo Oriente de la Oficina siberiana no querían perder Mongolia. Fueron sumergidos en el romanticismo revolucionario. Su objetivo era encender las llamas de la revolución en el Extremo Oriente y por esta razón debían entrenar a revolucionarios. Enviaron al Ejército Rojo a Mongolia para expulsar a las Guardias Blancas y no se preocuparon de si Mongolia formaba parte de China.
La cuestión estaba siendo considerada más pragmáticamente en la Comisaría del Pueblo de Asuntos Exteriores y otros círculos diplomáticos. Ellos creían que la cuestión debía ser resuelta en Pekín; Mongolia era una parte de China y pensaron que aquellos mongoles que se acercaron a ellos para ayudar al contrario en China, eran demasiado ingenuos. Pidieron permiso para enviar al Ejército Rojo a «su» territorio para luchar contra Ungern.
El Komintern creó un partido político armado con la teoría revolucionaria para administrar este gobierno y establecer un ejército nacional. 
Dos proyectos fueron desarrollados para derrocar a Ungern y su división de caballería asiática. En 1920-21, Shumyatskii perfiló el plan de crear una unidad mongola revolucionaria, armándola y conduciendo a la Guardia Blanca hacia la frontera. Por otro lado, el Ejército Rojo los encontraría. El plan calculado por el Gobierno de la República del Extremo Oriente era totalmente diferente, ya que pidieron al Ejército Rojo que avanzara hasta Hüree. La contradicción entre los dos proyectos no era que el Ejército Rojo ocupara Hüree, sino en las dos actitudes distintas respecto a la revolución en Mongolia. El primer ministro de la República del Lejano Oriente N. Matveyev y el comandante del Quinto Ejército A. Matiyasevich consideraron un acto imprudente el avance del Ejército Rojo en Hüree. La ocupación de Hüree era una cuestión diplomática y por ello ésta debía ser tratada por separado de Ungern.
Cerca de 850 personas fueron ejecutadas por órdenes del barón entre febrero y agosto de 1921.

### Derrota, captura y ejecución

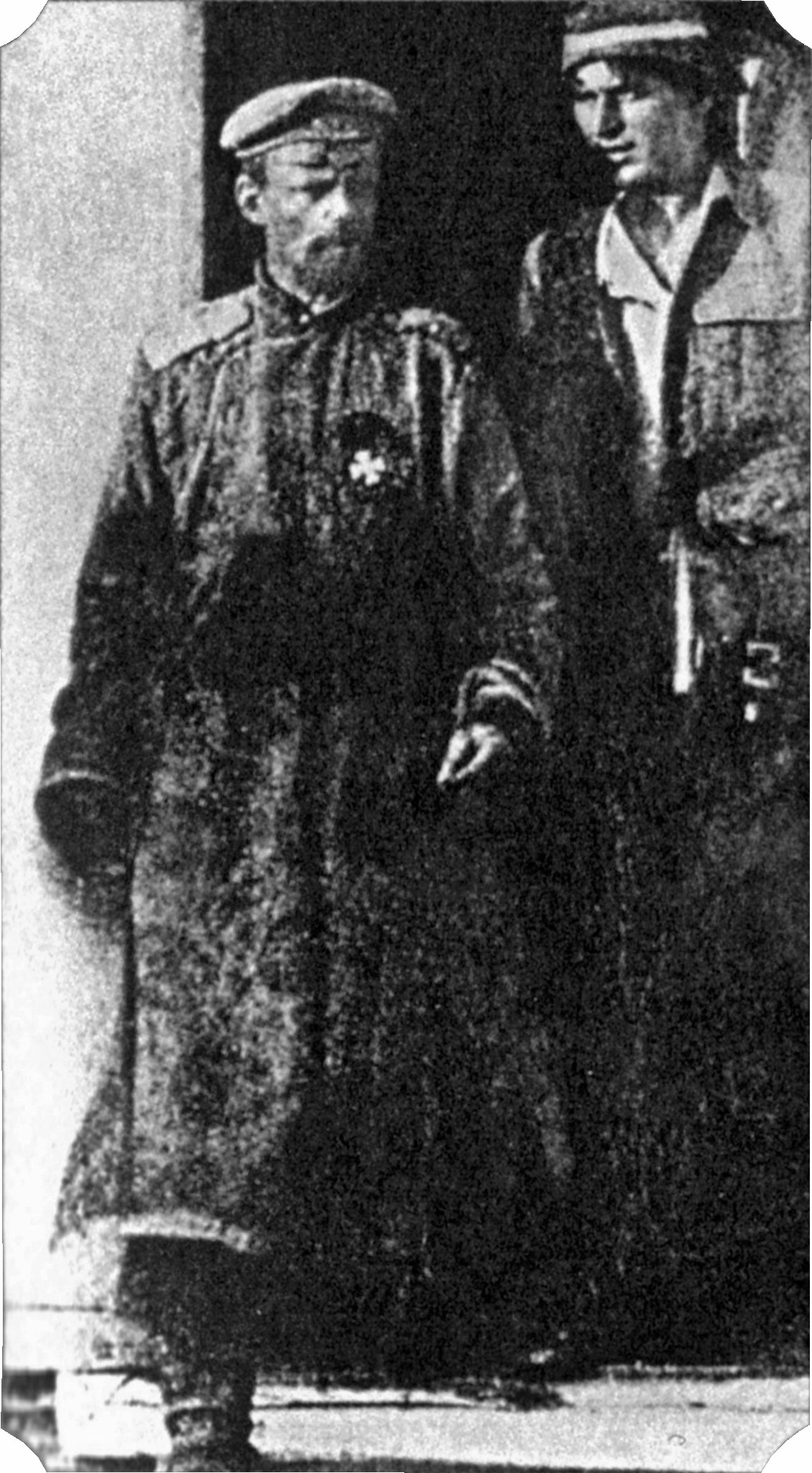
Ungern en 1921.

Después de escapar de Hüree, las dos divisiones de caballería del barón Ungern se apostaron cerca de Hüitnii Am en la parte central de Mongolia. El Ejército Rojo, que había entrado en Hüree, condujo a Ungern al Norte a la frontera de la Rusia soviética. El Barón Loco ofreció una resistencia tenaz a ambos lados de la frontera soviético-mongola, pero fue capturado y entregado al Ejército Rojo el 22 de agosto de 1921 por los mismos mongoles que él mismo había reclutado.
Fue capturado en Novonikoláyevsk y le dieron al juicio —celebrado el 15 de septiembre— una amplia cobertura en la prensa. Declarado culpable en todos los cargos, fue condenado a muerte y fusilado en la misma tarde del día del proceso. Cuando las noticias de su muerte llegaron a Hüree, a iniciativa del Bogd, los templos y monasterios celebraron una ceremonia de oración en su nombre.
El primer ministro Magsarjav del gobierno de Ungern decidió silenciosamente lanzarse en su terreno con el gobierno de la gente, y el 21 de julio de 1921 masacró a los rusos blancos en Uliastai. Hacia el final del año, los ejércitos blancos en Mongolia occidental habían sido o destruidos o expulsados. El ejército de Oremburgo fue localizado cerca de Chuguchak en Sinkiang. Habiendo aprendido de la enorme hazaña de Ungern en Mongolia, huyeron hacia el Este, pero encontraron al Ejército Rojo en Shar sum. El general se rindió y fue detenido. Fue ejecutado silenciosamente. Las tropas dirigidas por Baikalov y Khasbaatar fueron sitiadas durante cuarenta y dos días por los remanentes de las unidades blancas. Hacia enero de 1922 la parte occidental de Mongolia había sido liberada casi totalmente de las Guardias Blancas. El Ejército Rojo permaneció allí porque ya habían concedido una demanda de ellos para quedarse en agosto de 1921.
Un gran número de factores ayudaron a hacer notorio al Barón Sangriento. Uno de ellos era el libro titulado Bestias, hombres y dioses, escrito más tarde por el profesor polaco de la Universidad de Omsk, Ferdynand Ossendowski. Viajó por el Este de Mongolia y Hüree, trabó amistad con Ungern y atestiguó las batallas entre los blancos y los comunistas, escribiendo sobre ellas con elocuencia.
Otro elemento que hizo de Ungern una leyenda era el oro enterrado y los objetos de valor de la División de Caballería Asiática. Su valor es insignificante comparado al oro de Turín que desapareció hacia el final de la Segunda Guerra Mundial. Sin embargo, según Ossendowski, fueron ocultados muchos objetos valiosos y 1.800 kilogramos de oro, plata y piedras preciosas. El tesoro del futuro Imperio de Gengis Kan fue enviado por «el Barón loco» a un banco en Jailar debido a la llegada del Ejército Rojo. Los soldados que llevaban los tesoros fueron incapaces de cruzar la frontera mongola y enterraron todos los tesoros en las estepas del este de Mongolia. Hasta ahora nadie ha encontrado el escondrijo, y los rumores que rodean al tesoro se han convertido en leyendas.

## Pensamiento religioso

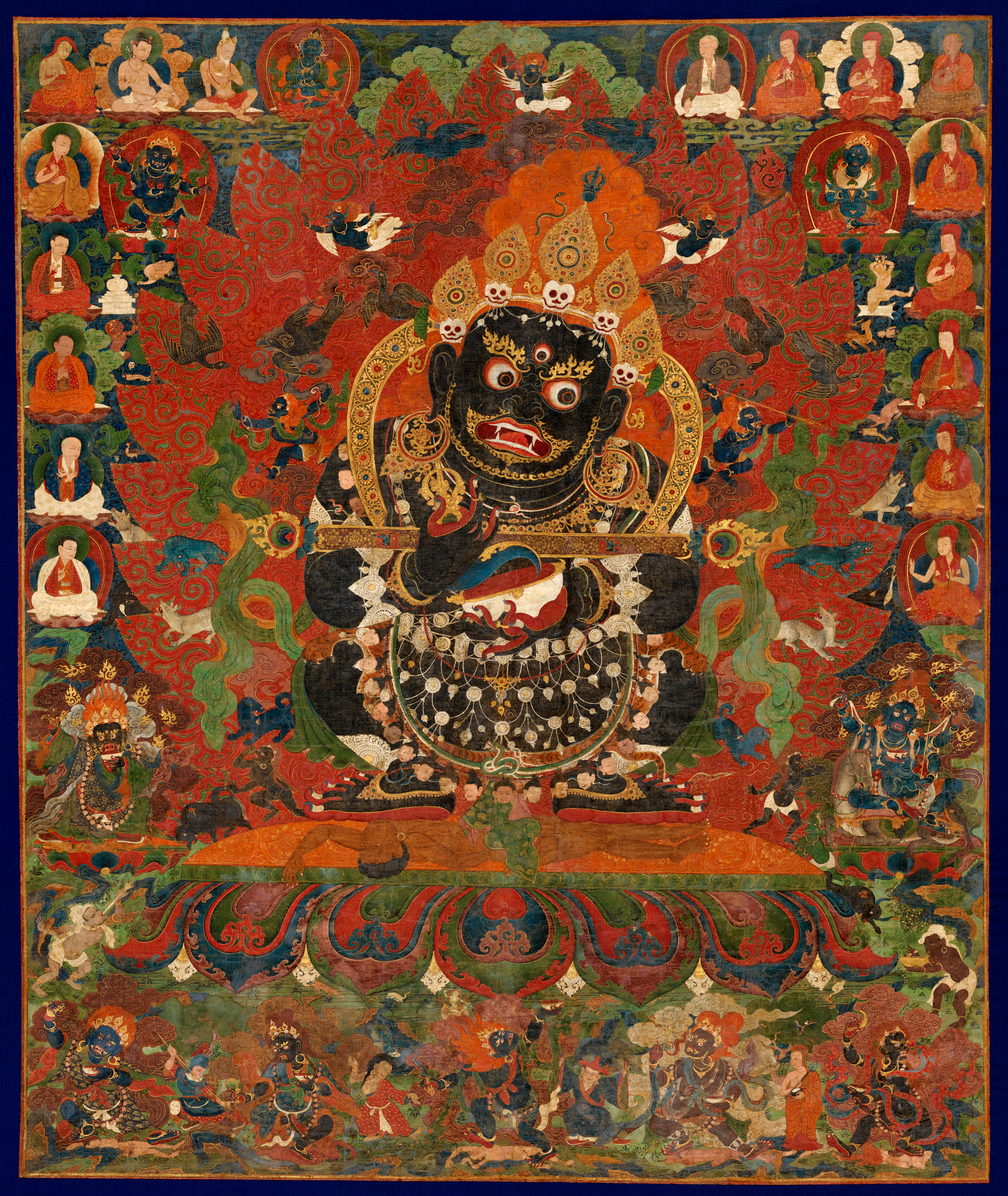
Ungern von Sternberg pretendió que se lo reconociera como la reencarnación de un Mahākāla.

Aunque se crio como luterano, su misticismo e interés por el esoterismo oriental lo llevaron a explorar diversas religiones. Fue sin embargo antisemita, y probable lector de Los protocolos de los sabios de Sion. Fascinado por las creencias y religiones del Lejano Oriente, como el budismo, Ungern von Sternberg creía que era la reencarnación de Gengis Kan, y su filosofía era una excepcional mezcla de nacionalismo ruso con creencias mongolas y chinas. Trató de ser aceptado como una reencarnación de Mahākāla, un dharmapāla del budismo vajrayāna.
Según el XIII Dalái lama, Román Ungern von Sternberg fue la reencarnación de un mahakala, un dios destructor.[cita requerida]

## Legado

### Impacto geopolítico
En 2022, John Jennings, profesor de historia en la Academia de la Fuerza Aérea de los Estados Unidos, sostuvo que Ungern fue uno de los peores líderes militares de la historia. Sus campañas en Mongolia fueron, en el mejor de los casos, esfuerzos quijotescos para restablecer imperios muertos, marcados por la brutalidad y la violencia dirigidas no solo a sus propias tropas sino también a la población local. Irónicamente, facilitaron a los rojos ampliar el alcance del comunismo soviético, un objetivo al que Ungern se opuso tenazmente. Su expedición a Mongolia y la conquista de Urga, al expulsar a los chinos del país, también eliminaron la única fuerza en la región que podría haber sido rival para el Ejército Rojo e hicieron inevitable la invasión soviética. El establecimiento de la República Popular de Mongolia, la primera nación satélite soviética, después de la muerte de Bogd Khan en 1924 no podría haber sucedido sin Ungern, escribe Jennings.

### Polémica por la estatua de 2020 en Estonia
A finales de 2020, miembros de Despertar azul, el antiguo ala juvenil del Partido Popular Conservador de Estonia (EKRE) y los actuales Nacionalistas y Conservadores Estonios (en estonio: Eesti Rahvuslased ja Konservatiivid, abreviado como ERK), formaron una ONG llamada Ungern Khaan con el objetivo de promover la memoria de von Ungern-Sternberg. Posteriormente, el grupo recibió 45 000 euros en financiación de los tres partidos del gobierno de coalición estonio en el poder en ese momento, EKRE, el Partido del Centro Estonio e Isamaa, para construir una estatua de von Ungern-Sternberg.Después de que la financiación fuera recibida con rechazo, el grupo anunció que rechazaría la financiación y dependería en su lugar de donaciones privadas.